# Pandasyndromet
Pandasyndromet er en dansk kortfilm fra 2006 med instruktion og manuskript af Rune Schjøtt.

## Handling
Den tragikomiske fortælling om den 17-årige Bjørn, som har forhudsforsnævring. Hans far leder ham indiskret på sporet af lidelsen, som ligger til familien. Filmen følger Bjørn igennem undersøgelser, operation og heling. Bjørns forhold til pigerne har været præget af præstationsangst og usikkerhed, men efter operationen håber han, at alt har vendt sig til det bedre, ikke mindst på grund af hans fascination af storesøsterens skønne veninde, der nysgerrigt har været vidne til hans lidelsesfærd - og er blevet beredvilligt informeret af storesøsteren om selv de mest intime detaljer. Men Bjørn må sande, at selv om han er blevet fysisk veludrustet, så gør det ikke nødvendigvis erobringen af de skønne kvinder nemmere.